# 2MASS 1750-00
2MASS 1750-00 (= 2MASS J17502484-0016151) is een bruine dwerg met een spectraalklasse van L5.5. De ster bevindt zich 30,04 lichtjaar van de zon.